# Klub Sportowy Aurora Wrocław
Klub Sportowy Aurora Wrocław (w skrócie KS Aurora Wrocław) – stowarzyszenie funkcjonujące jako klub sportowy pływania synchronicznego artystycznego działający na terenie Wrocławia.

## Historia
Klub powstał w roku 2015 jako zrzeszenie byłych zawodniczek najstarszej grupy sekcji pływania synchronicznego klubu AZS-AWF Wrocław, ich bliskich, oraz sympatyków dyscypliny. Zawodniczki, formujące pierwszą, historyczną drużynę Aurory, miały na swoim koncie liczne złote, srebrne i brązowe medale zdobywane przez lata na krajowych i międzynarodowych zawodach w pływaniu synchronicznym, były wielokrotnymi mistrzyniami Polski oraz stanowiły (kilkoro z zawodniczek Aurory) część Kadry Narodowej Polski w Pływaniu Synchronicznym.
Przez następne trzy lata istnienia Klubu, KS Aurora Wrocław brał udział w licznych zawodach krajowych i międzynarodowych oraz powiększał swoją kadrę. Obecnie, na rok 2019, jest to jeden z największych i najszybciej rozwijających się klubów sportowych pływania synchronicznego we Wrocławiu, którego skład liczy dwóch trenerów, pięciu aktywnych sędziów, oraz dwie drużyny łącznie liczące 16 zawodników.
Szybki rozwój i osiągnięcia Klubu przyniosły mu rozgłos w mediach lokalnych, między innymi na portalach NaStyku, Pływanie-Zgorzelec.pl czy Zgorzelec.eu.

## Osiągnięcia
Najważniejsze osiągnięcia w kolejności chronologicznej, od najwcześniejszych osiągnięć
|    | Nazwa zawodów/imprezy sportowej                               | Charakter      | Osiągnięcia |
| -- | ------------------------------------------------------------- | -------------- | --- |
| 1. | Synchro Poznań Cup 2015                                       | międzynarodowe | Konkurencja Combo – IV miejsce, Konkurencja Team – III miejsce, Konkurencja Duet: IX miejsce, Konkurencja Solo: IV miejsce, Hanna Hodakowska.        |
| 2. | International Meeting In Synchronized Swimming, Siauliaj 2015 | międzynarodowe | Konkurencja Combo – II miejsce, Konkurencja Team – II miejsce, Konkurencja Duet – II miejsce , Konkurencja Solo – I miejsce                          |
| 3. | Mistrzostwa Polski Seniorek 2015                              | krajowe        | Konkurencja Combo – II miejsce, Konkurencja Team – II miejsce, Konkurencja Duet – III miejsce                                                        |
| 4. | Mistrzostwa Polski Juniorek 2015                              | krajowe        | Konkurencja Combo – II miejsce, Konkurencja Team – II miejsce, Konkurencja Duet – III miejsce, Konkurencja Solo – II miejsce                         |
| 5. | Swiss Youth Competition 2016                                  | międzynarodowe | Konkurencja Combo – II miejsce , Konkurencja Team – II miejsce, Konkurencja Duet – VI miejsce, VII miejsce, Konkurencja Solo – V miejsce, VI miejsce |
| 6. | Mistrzostwa Polski Juniorek 2016                              | krajowe        | Konkurencja Combo – I miejsce, Konkurencja Team – II miejsce, Konkurencja Duet – III miejsce                                                         |
| 7. | Mistrzostwa Polski Juniorek 2017                              | krajowe        | Konkurencja Team – III miejsce, Konkurencja Duet – III miejsce, IX miejsce, Konkurencja Solo – III miejsce                                           |

|    | Nazwa wyróżnienia/osiągnięcia                                                                        | Rok  |
| -- | --- | ---- |
| 1. | Odznaczenie jednego z najlepszych klubów na Dolnym Śląsku na Dolnośląskiej Gali Sportu Młodzieżowego | 2018 |